# Les Amants du Capricorne
Pour les articles homonymes, voir Les Amants.
Pour plus de détails, voir Fiche technique et Distribution.
Les Amants du Capricorne (titre original : Under Capricorn) est un film britannique réalisé par Alfred Hitchcock, sorti en 1949. Le titre évoque le tropique du Capricorne, qui traverse notamment l'Australie où se déroule l'histoire.
En 1831, Charles Adare accompagne son oncle, nouveau gouverneur de la province de la Nouvelle-Galles du Sud en Australie, pour y faire fortune. Il rencontre Sam Flusky, un riche homme d'affaires et ancien forçat, qui lui propose une affaire pour démarrer. Lors d'un dîner chez lui, il découvre que l'épouse de Sam Flusky est Henrietta, une ancienne amie de sa sœur. Henrietta est dépressive et a sombré dans l'alcool. Sam Flusky demande alors à Charles de l'aider à reprendre le dessus.

## Synopsis
Richard Bourke est le nouveau gouverneur des Nouvelles-Galles du Sud, une région en Australie créée à partir d'une Colonie pénale anglaise dont la population comprend de nombreux anciens bagnards. Il est accompagné de Charles Adare, fils d'un lord irlandais, son jeune et élégant neveu, bien décidé à faire fortune.
Par l'intermédiaire d'un banquier local, Charles rencontre Samson (dit « Sam ») Flusky, ancien bagnard qui a réussi dans les affaires. Flusky lui demande d'acheter un terrain mis en vente par le gouvernement et de le lui revendre ensuite avec une forte plus-value, au motif que lui-même n'a pas le droit d'effectuer la transaction directement. En outre Flusky, d'origine irlandaise lui aussi, invite Charles à dîner dans sa propriété située dans les environs de Sydney.
Malgré l'interdiction du gouverneur qui craint de voir l'un de ses proches compromis par un homme peu recommandable, Charles se rend à l'invitation. Les autres invités viennent tous sans leurs épouses, ce qui déçoit Flusky. Celui-ci espérait en effet, en profitant de la venue de l'élégant gentleman irlandais, attirer une compagnie féminine susceptible de divertir son épouse.
Celle-ci paraît au cours du dîner, pieds nus et hagarde. Charles la reconnaît : c'est une fille de lord qui a bien connu sa sœur en Irlande. Il la raccompagne dans sa chambre, tirant même un coup de revolver dans la cheminée pour faire semblant de chasser une tête de monstre que Henrietta croit avoir vu sur son lit.
Flusky, reconnaissant à Charles, lui demande de revenir souvent pour aider Henrietta a retrouver son ancienne joie de vivre. Charles y parvient plutôt bien, mais perçoit l'hostilité de Milly, gouvernante et véritable chef de la maisonnée. Charles apprend aussi l'histoire officielle du couple : Flusky était palefrenier au service de la famille de Henrietta ; amoureux, il avait tué le frère d'Henrietta et, arrêté, avait été condamné à sept ans de bagne. Flusky avait été envoyé au bagne à Sydney ; Henrietta l'y avait rejoint et avait attendu sa libération. S'étant mis en ménage, le couple n'avait néanmoins jamais bien fonctionné après cela, au surplus ostracisé par la bonne société australienne qui refuse de voir un homme d'affaires ancien bagnard dans les réceptions mondaines.
Charles essaie, en vain dans un premier temps, de persuader Henrietta de prendre en main la gestion de la maisonnée. Après un heurt entre Charles et Flusky, Milly (la gouvernante) s'en va.
Désormais Henrietta parvient à s'imposer face aux autres servantes. C'est donc au meilleur moment qu'arrive une invitation au bal du gouverneur, ce qui surprend un couple habituellement tenu à l'écart de la bonne société. Flusky, qui se dit mauvais danseur, demande à Adare de le remplacer et d'accompagner Henrietta au bal.
Le soir du bal, Henrietta est sublime dans une robe blanche choisie par Charles. Flusky lui suggère de porter des bijoux, par exemple des rubis ; Henrietta et Charles répondent que le rouge du rubis gâcherait l'effet de la robe. Flusky renonce alors à remettre à sa femme les rubis qu'il avait achetés, ce qui constitue pour lui une nouvelle source de frustration : ancien garçon d'écurie, il ne se sent pas au niveau de sa femme malgré sa grande réussite matérielle.
Tandis que Henrietta et Charles partent au bal, où l'on découvre que l'invitation était un faux créé par Charles, Milly survient à la maison sous le prétexte de récupérer ses affaires personnelles. À force d'insinuations, elle le convainc que sa femme se moque de lui et que Charles tente de la séduire. Flusky se rend alors au bal où sa femme rencontre un grand succès ; il cause un scandale par sa jalousie. Henrietta raconte la vérité à Charles : lors de la dispute avec son frère qui lui reprochait d'être amoureuse d'un palefrenier, c'est elle qui tenait l'arme et qui avait tué involontairement son frère, et Sam s'était dénoncé, prenant l'homicide involontaire à sa charge, pour lui éviter le déshonneur. Alors que la conversation prend fin, Sam revient à son tour du bal. Flusky chasse Charles qui monte la jument de Flusky. Très mauvais cavalier et se déplaçant de nuit, il ne voit pas une grille en fer : le cheval tombe à terre et se casse une jambe. Comme on le fait en pareil cas, Flusky achève d'un coup de revolver l'animal. Rentrant à la maison, il a une nouvelle altercation avec Charles. Les deux hommes s'empoignent et un coup de feu part, blessant Charles. Ce dernier est hospitalisé.
Le lendemain, Henrietta se rend à l'hôpital. Il y a là le gouverneur de la colonie et le procureur général, qui lui disent que, si Charles survit à la blessure, il sera expulsé et renvoyé en Irlande, et que s'il meurt, c'est Flusky qui sera inculpé de tentative de meurtre. En tant qu'ancien forçat, il serait alors condamné à mort ou du moins condamné à retourner au bagne. Afin de sauver son mari, Henrietta avoue au gouverneur que c'est elle qui, autrefois et par accident, avait tué son frère. C'est alors elle qui risque d'être accusée de la mort de son frère et d'être envoyée en prison !
Menacée d'être renvoyée en Irlande pour y être jugée et peut-être pendue, Henrietta révèle à son époux les derniers développements. Flusky promet à sa femme de tout faire pour qu'elle ne retourne pas en Irlande pour y être jugée. La nuit qui suit, Henrietta découvre que c'est Milly qui, depuis longtemps, la pousse à boire de l’alcool et qui a glissé dans son lit des têtes de mort réduites. Elle la voit mettre du poison dans un breuvage qu'elle lui propose. Appelant Sam au secours, ce dernier découvre le poison et la tête réduite : Milly est définitivement éloignée.
Enfin Charles, mis au courant de la situation à sa sortie de l'hôpital, confirme la version de Henrietta, sauvant ainsi Flusky et Henrietta, les « Amants du Capricorne ». Le gouverneur ayant mis sa menace à exécution, Charles doit prendre le premier navire pour les Îles britanniques, tandis que Flusky et Henrietta l'accompagnent au navire.

## Fiche technique
- Titre : Les Amants du Capricorne
- Titre original : Under Capricorn
- Réalisation : Alfred Hitchcock, assisté de Cliff Owen (non crédité)
- Photographie : Jack Cardiff et Paul Beeson, Ian Craig, David McNeilly, Jack Haste
- Montage : A.S. Bates
- Scénario : James Bridie, d'après le roman de Helen Simpson, adaptation par Hume Cronyn
- Musique : Richard Addinsell
- Direction musicale : Louis Levy
- Production : Sidney Bernstein (en) et Alfred Hitchcock pour Transatlantic Picture
- Société de distribution : Warner Bros.
- Langue : Anglais
- Genre : drame en costume.
- Durée : 117 minutes
- Couleur (Technicolor)
- Filmé aux studios MGM à Elstree
- Sortie : 8 septembre 1949 (New York), 8 octobre 1949 (USA)
- Affiche : Roger Soubie (France)

## Distribution
- Ingrid Bergman (VF : Claire Guibert) : Henrietta Flusky
- Joseph Cotten (VF : Jean Martinelli) : Sam Flusky
- Michael Wilding (VF : Jean Davy) : Hon. Charles Adare
- Margaret Leighton (VF : Jacqueline Morane) : Milly
- Cecil Parker (VF : Christian Argentin) : le gouverneur
- Denis O'Dea (VF : Louis Arbessier) : le procureur général Corrigan
- Jack Watling (VF : Claude Bertrand) : Winter, le secrétaire de Flusky
- Harcourt Williams (VF : Paul Lalloz) : Le cocher
- John Ruddock (VF : Pierre Leproux) : Mr. Potter
- Bill Shine (VF : René Blancard) : Mr. Banks
- Victor Lucas (VF : Roger Rudel) : le révérend Smiley
- Ronald Adam (VF : Henri Ebstein) : Mr. Riggs
- Francis De Wolff (VF : Jean Brochard) : Major Wilkins
- G.H. Mulcaster (VF : Abel Jacquin) : Docteur Macallister
- Olive Sloane : Sal
- Maureen Delaney : Flo
- Julia Lang : Susan
- Betty McDermott (VF : Mona Dol) : Martha
- Martin Benson (VF : Raymond Loyer) : un officier au bal du gouverneur
- Alfred Hitchcock : un homme à la réception du gouverneur

## Autour du film
- Deuxième film tourné comme producteur indépendant par Hitchcock, film monté entièrement autour de et pour Ingrid Bergman. Le film fut un désastre financier. Celui qu'Hitchcock regrette le plus d'avoir tourné. C'est le dernier film qu'ils tourneront ensemble, Bergman allant se jeter dans les bras de Roberto Rossellini.
- Hitchcock y poursuit ses expérimentations sur les plans longs, expérimentations éprouvées l'année précédente dans La Corde[1]. Le procédé n'est pas ici aussi strict. Le dispositif est en revanche plus complexe car le décor se déploie sur plusieurs pièces réparties sur deux étages. Trappes, cloisons et plafonds escamotables, mobiliers sur roulettes permettent au matériel de prise de vue très imposant de l'époque de se frayer un chemin.
- La table du salon était articulée en 14 sections afin d'ouvrir un passage pour la caméra (les acteurs s'écartant sur des matelas placés sur les côtés afin d'étouffer le bruit en emportant avec eux des éléments du couvert) ou au contraire se fermer devant elle dans le mouvement inverse (on peut alors voir les candélabres posés à la hâte légèrement osciller).
- Le lit de la chambre d'Ingrid Bergman était inclinable à 45 degrés pour faciliter l'obtention de gros plans plongeant.
- C'est le troisième film d'Hitchcock en costumes, le premier étant Le Chant du Danube (1934) et le deuxième La Taverne de la Jamaïque (1939).
- Le choix initial d'Hitchcock pour incarner Sam Flusky s'était porté sur Burt Lancaster[1].
- L'adaptation est réalisée par un vieil ami d'Hitchcock, Hume Cronyn, qu'il avait fait débuter devant la caméra dans L'Ombre d'un doute où il croisait Joseph Cotten.
- Caméo : on aperçoit Hitchock lors du défilé, écoutant le discours du nouveau gouverneur. Il porte une redingote bleue et un chapeau sombre (2 min 47 s). Il apparaît une deuxième fois sur les marches de la maison du gouverneur conversant avec deux autres personnes (12 min 53 s).